# Episodi di Cisco Kid (quarta stagione)
La quarta stagione della serie televisiva Cisco Kid è andata in onda negli Stati Uniti dal 1º ottobre 1953 al 25 marzo 1954 in syndication.
| nº | Titolo originale           | Prima TV USA     |
| -- | -------------------------- | ---------------- |
| 1  | Bodyguard                  | 1º ottobre 1953  |
| 2  | Pancho and the Wolf Dog    | 8 ottobre 1953   |
| 3  | Bullets and the Booby Trap | 15 ottobre 1953  |
| 4  | The Gramophone             | 22 ottobre 1953  |
| 5  | Freedom of the Press       | 29 ottobre 1953  |
| 6  | Battle of Red Rock Pass    | 5 novembre 1953  |
| 7  | Bandaged Badman            | 12 novembre 1953 |
| 8  | Chinese Gold               | 19 novembre 1953 |
| 9  | The Faded General          | 26 novembre 1953 |
| 10 | The Fugitive               | 3 dicembre 1953  |
| 11 | Indian Uprising            | 10 dicembre 1953 |
| 12 | The Raccoon Story          | 17 dicembre 1953 |
| 13 | Outlaw's Gallery           | 24 dicembre 1953 |
| 14 | The Black Terror           | 31 dicembre 1953 |
| 15 | Sky Sign                   | 7 gennaio 1954   |
| 16 | Cisco Meets the Gorilla    | 14 gennaio 1954  |
| 17 | Not Guilty                 | 21 gennaio 1954  |
| 18 | Rodeo                      | 28 gennaio 1954  |
| 19 | Marriage by Mail           | 4 febbraio 1954  |
| 20 | The Iron Mask              | 11 febbraio 1954 |
| 21 | Double Deal                | 18 febbraio 1954 |
| 22 | Horseless Carriage         | 25 febbraio 1954 |
| 23 | The Steel Plow             | 4 marzo 1954     |
| 24 | The Ventriloquist          | 11 marzo 1954    |
| 25 | Powder Trail               | 18 marzo 1954    |
| 26 | Cisco Plays the Ghost      | 25 marzo 1954    |

## Bodyguard
- Diretto da:
- Scritto da:

### Trama
- Interpreti: Duncan Renaldo (The Cisco Kid), Leo Carrillo (Pancho), Keith Richards (Leader dei fuorilegge), Steve Clark (Henry Williams), John Merton (Wally), Riley Hill (Larry), Virginia Mullen (Mrs. Williams)

## Pancho and the Wolf Dog
- Diretto da:
- Scritto da:

### Trama
- Interpreti: Duncan Renaldo (The Cisco Kid), Leo Carrillo (Pancho), Gloria Talbott (Suzette Duval), John Doucette (Sandy Harris), Francis McDonald (Frenchy Duval), Robert Livingston (Miller), Bill Catching (sceriffo), Carl Mathews (scagnozzo)

## Bullets and the Booby Trap
- Diretto da:
- Scritto da:

### Trama
- Interpreti: Duncan Renaldo (The Cisco Kid), Leo Carrillo (Pancho), Rory Mallinson (scagnozzo), Billy Halop (Cass Rankin), Robert Blake (Davy), Lillian Albertson (nonna), Troy Melton (Winochie)

## The Gramophone
- Diretto da:
- Scritto da:

### Trama
- Interpreti: Duncan Renaldo (The Cisco Kid), Leo Carrillo (Pancho), William Tannen (Bix Douglas), William Boyett (scagnozzo), Iron Eyes Cody (capo Big Cloud), Lyle Talbot (R.H. Wilkerson), Rosa Turich (Rosita), Ray Jones (scagnozzo)

## Freedom of the Press
- Diretto da:
- Scritto da:

### Trama
- Interpreti: Duncan Renaldo (The Cisco Kid), Leo Carrillo (Pancho), Frank Wilcox (Mayor Rayburn), Paul Marion (John Vine), I. Stanford Jolley (Henry Wilcox), Richard Avonde (Murdock), Bill Catching (Jacks)

## Battle of Red Rock Pass
- Diretto da:
- Scritto da:

### Trama
- Interpreti: Duncan Renaldo (The Cisco Kid), Leo Carrillo (Pancho), Rory Mallinson (Ed, the Sheriff), William Fawcett (John Matlock), Boyd 'Red' Morgan (Hank Dawson), Nan Leslie (Sue Matlock), Troy Melton (scagnozzo), Carl Mathews (scagnozzo)

## Bandaged Badman
- Diretto da:
- Scritto da:

### Trama
- Interpreti: Duncan Renaldo (The Cisco Kid), Leo Carrillo (Pancho), Christine Larsen (Terry Lane), William Henry (Gold Thief), Reed Howes (Jeff Malcolm), Forrest Taylor (sceriffo), Marshall Bradford (dottor Shaw), Keith Richards (Winkler), Lee Roberts (assaggiatore)

## Chinese Gold
- Diretto da:
- Scritto da:

### Trama
- Interpreti: Duncan Renaldo (The Cisco Kid), Leo Carrillo (Pancho), Keith Richards (scagnozzo), Steve Clark (sceriffo Joe Bowers), Judy Dan (Ming Toy), John Merton (tornitore),

## The Faded General
- Diretto da:
- Scritto da:

### Trama
- Interpreti: Duncan Renaldo (The Cisco Kid), Leo Carrillo (Pancho), Gloria Talbott (Amelia Lawrence), John Doucette (sergente Jess Corbin), Francis McDonald (generale Lawrence), Robert Livingston (colonnello Yancy Blake), Bill Catching (sceriffo), Carl Mathews (scagnozzo), Bob McElroy (scagnozzo)

## The Fugitive
- Diretto da:
- Scritto da:

### Trama
- Interpreti: Duncan Renaldo (The Cisco Kid), Leo Carrillo (Pancho), Rory Mallinson (Madison), Billy Halop (dottor Jerome Alpers), Harry Strang (J.A. Kennedy), Troy Melton (scagnozzo)

## Indian Uprising
- Diretto da:
- Scritto da:

### Trama
- Interpreti: Duncan Renaldo (The Cisco Kid), Leo Carrillo (Pancho), William Tannen (Clyde Evans), William Boyett (scagnozzo), Iron Eyes Cody (capo Sky Eagle), Lyle Talbot (Thomas), Ray Jones (falso indiano / cittadino)

## The Raccoon Story
- Diretto da:
- Scritto da:

### Trama
- Interpreti: Duncan Renaldo (The Cisco Kid), Leo Carrillo (Pancho), Frank Wilcox (Henry Collins), Paul Marion (scagnozzo), I. Stanford Jolley (Gus Brown), Almira Sessions (Sarah Hotchkiss), Claudia Barrett (Sally Phillips), Bill Catching (scagnozzo)

## Outlaw's Gallery
- Diretto da:
- Scritto da:

### Trama
- Interpreti: Duncan Renaldo (The Cisco Kid), Leo Carrillo (Pancho), Rory Mallinson (Will Roberts), William Fawcett (Zack Marsh), Boyd 'Red' Morgan (Gil), Nan Leslie (Cynthia Marsh), John Damler (sceriffo), Bill Catching, Herman Hack

## The Black Terror
- Diretto da:
- Scritto da:

### Trama
- Interpreti: Duncan Renaldo (The Cisco Kid), Leo Carrillo (Pancho), Christine Larsen (Mollie Cantry), William Henry (Jed Barton), Reed Howes (Hank Barton), Forrest Taylor (Red Bell), Lee Roberts (Link Barton), Bill Catching (Ed Davis), Herman Hack (sceriffo Cantry), Ray Jones (Bell Henchman), Carl Mathews (Clay Barton)

## Sky Sign
- Diretto da:
- Scritto da:

### Trama
- Interpreti: Duncan Renaldo (The Cisco Kid), Leo Carrillo (Pancho), Jan Bryant (Miss Hardin), Mort Mills (Carver), Holly Bane (scagnozzo Twisty), Steve Clark (sceriffo Cole), Ray Jones (scagnozzo Hugh), Carl Mathews (scagnozzo)

## Cisco Meets the Gorilla
- Diretto da:
- Scritto da:

### Trama
- Interpreti: Duncan Renaldo (The Cisco Kid), Leo Carrillo (Pancho), Robert Clarke (vice Johnny Boyle), Russ Conway (fuorilegge Leader), Max Wagner (scagnozzo Marvin), Troy Melton (Mike, sceriffo), Bill Catching (Bevins), Carl Mathews (scagnozzo Don), George Sowards (scagnozzo Red)

## Not Guilty
- Diretto da:
- Scritto da:

### Trama
- Interpreti: Duncan Renaldo (The Cisco Kid), Leo Carrillo (Pancho), Jose Gonzales-Gonzales (Jose Gonzales de la Vega), Peter Coe (scagnozzo Joe), Tristram Coffin (Leader fuorilegge), Lyle Talbot (giudice Watkins), Troy Melton (sceriffo Brady), Carl Mathews (scagnozzo McGraw), George Sowards (scagnozzo Jake)

## Rodeo
- Diretto da:
- Scritto da:

### Trama
- Interpreti: Duncan Renaldo (The Cisco Kid), Leo Carrillo (Pancho), Keith Richards (Jim Usher), Marshall Reed (scagnozzo), Shirley Lucas (Pat Lacy), John L. Cason (Phil Burleson), Bill Catching (Ralph London), Sharon Lucas (Peg Lacy), Carl Mathews (Ufficiale rodeo)

## Marriage by Mail
- Diretto da:
- Scritto da:

### Trama
- Interpreti: Duncan Renaldo (The Cisco Kid), Leo Carrillo (Pancho), Jan Bryant (Susan Marsh), Mort Mills (Professor), Holly Bane (scagnozzo Decker), Steve Clark (sceriffo), Ray Jones (scagnozzo Ray), Carl Mathews (scagnozzo Carl)

## The Iron Mask
- Diretto da:
- Scritto da:

### Trama
- Interpreti: Duncan Renaldo (The Cisco Kid), Leo Carrillo (Pancho), Dan White (Brace Haggar), John Crawford (sceriffo Al White), Michael Whalen (Cain Haggar / Matt Haggar), Ray Jones (cittadino), Bob McElroy (Cottonmouth Wheeler), Troy Melton (addetto al telegrafo), George Sowards (scagnozzo Mike Lyden)

## Double Deal
- Diretto da:
- Scritto da:

### Trama
- Interpreti: Duncan Renaldo (The Cisco Kid), Leo Carrillo (Pancho), William Henry (Dave Langley), Edmund Cobb (Brady), William Phipps (scagnozzo McNulty), Frank Hagney (scagnozzo Connors), Charles Watts (Banker Clark Jones), Bill Catching (sceriffo), Carl Mathews (cocchiere), Patsy Moran (femmina barbiere), George Sowards (cittadino)

## Horseless Carriage
- Diretto da:
- Scritto da:

### Trama
- Interpreti: Duncan Renaldo (The Cisco Kid), Leo Carrillo (Pancho), Jose Gonzales-Gonzales (Jose Gonzales de la Vega), Peter Coe (Half-Breed), Tristram Coffin (Nick Ward), Jean Dean (Doris), William Fawcett (Scroggins), Bill Catching (sceriffo), Herman Hack (cittadino), Ray Jones (cittadino), Troy Melton

## The Steel Plow
- Diretto da:
- Scritto da:

### Trama
- Interpreti: Duncan Renaldo (The Cisco Kid), Leo Carrillo (Pancho), Keith Richards (William Griff), Marshall Reed (John Sterns), Shirley Lucas (Grace Warren), John L. Cason (scagnozzo Cavvy), Bill Catching (Jarvis), Kermit Maynard (Pete Warren), Carl Mathews (scagnozzo Bert)

## The Ventriloquist
- Diretto da:
- Scritto da:

### Trama
- Interpreti: Duncan Renaldo (The Cisco Kid), Leo Carrillo (Pancho), Robert Clarke (Bud Thatcher), Russ Conway (E.W. Akers, Assayer), Max Wagner (scagnozzo Webster), Rankin Mansfield (Hiram Thatcher), Carl Mathews (scagnozzo), George Sowards (scagnozzo)

## Powder Trail
- Diretto da:
- Scritto da:

### Trama
- Interpreti: Duncan Renaldo (The Cisco Kid), Leo Carrillo (Pancho), William Henry (Blount), Edmund Cobb (Mr. Adams), William Phipps (Jake - Henchman), Frank Hagney (Lon), Shirley Tegge (Celia Adams), Patsy Moran (cittadina), Carl Mathews (cittadino)

## Cisco Plays the Ghost
- Diretto da:
- Scritto da:

### Trama
- Interpreti: Duncan Renaldo (The Cisco Kid), Leo Carrillo (Pancho), Dan White (Alan Moxley), John Crawford (sceriffo Todd), Michael Whalen (Hank Winters), Benny Bartlett (Jimmy Winters), Byron Foulger (Claude Bobkins Jr.), Troy Melton (scagnozzo)